# Chlamydopsis papuae
Chlamydopsis papuae är en skalbaggsart som beskrevs av Lewis 1913. Chlamydopsis papuae ingår i släktet Chlamydopsis och familjen stumpbaggar. Inga underarter finns listade i Catalogue of Life.